# Alewijn

Het familiewapen komt in verschillende kleurvarianten voor. In de meeste gevallen is het schild beladen met een zilveren kruis, de kwartieren I en IV in zwart, II en III in blauw, de meerminnen zijn in een natuurlijke kleur en een zilveren staart met een gouden spiegel en/of kam. De bollen van zilver. Een rood hartschild met een gouden toren, met open ramen en poort

Alewijn is een Nederlands geslacht waarvan leden sinds 1815 behoren tot de Nederlandse adel.

## Geschiedenis
De stamreeks begint met Dirck Alewijn alias Dirck Dircksz. die in 1573 in Amsterdam werd begraven. Zijn zoon Dirck (1571-1637) was behalve lakenkoper ook bestuurder als hoofdingeland van de Beemster. Ook nakomelingen van die laatste zouden, onder andere in diezelfde functie, bestuurders worden.
In 1623 werd mr. Dirck Alewijn (1580-1638), oomzegger van de genoemde Dirck Alewijn (1571-1637), door koning Lodewijk XIII in de adelstand verheven. Vanaf 16 september 1815 werden leden van de familie verheven of ingelijfd in de Nederlandse adel. Een in 1982 uitgestorven tak verkreeg in 1885 de titel van ridder op allen.

## Enkele telgen
- Dirck Dircksz. Alewijn (-1573), wisselaar; trouwde eerst met Mary Gerritsdr. (-1568); hij hertrouwde in 1569 met Neeltgen Cornelisdr. "in de Wissel" (-1590)
  - Jacob Dircksz. Alewijn (-1606), muntmeester van het hertogdom Gelre en graafschap Zutphen
    -  mr. Dirck Alewijn (1580-1638), schepen en raad van Harderwijk, gedeputeerde ter Staten van Gelre en Zutphen en ter Staten-Generaal, werd in 1623 door koning Lodewijk XIII in de adelstand verheven

  -  Dirck Alewijn (ged. 1571-1637), lakenkoper, hoofdingeland van de Beemster
    - mr. Frederick Alewijn (1603-1665), hoofdingeland van de Beemster, raad en schepen van Amsterdam
      -  Dierck Alewijn (1644-1687), hoofdingeland van de Beemster
        -  mr. Dirck Alewijn (1682-1742), dijkgraaf van de Beemster, raad van Amsterdam
          - Agatha Alewijn (1721-1801); trouwde in 1749 met Theodorus des Russischen Rijksbaron de Smeth, vrijheer van Deurne en Liessel, heer van Alphen en Rietveld (1710-1772), koopman en samen met zijn broer stichter van de bankiersfirma Raymond en Theodoor de Smeth en Co.
          -  mr. Fredrick Alewijn (1737-1804), dijkgraaf van de Beemster, raad, thesaurier en burgemeester van Amsterdam
            - jhr. mr. Willem Alewijn (1769-1839), hoofdingeland van de Beemster, lid van de Grote Vergadering van Notabelen
              - jhr. Fredrick Alewijn (1795-1847), 2e luitenant dienstdoende schutterij
                -  jhr. Willem Fredrick Alewijn (1832-1888), burgemeester en secretaris van Broek in Waterland
                  -  jkvr. Helena Christina Alewijn (1860-1944); trouwde in 1895 met Gerardus van Wageningen (1868-1933), burgemeester van Roden

              -  jhr. mr. Dirk Alewijn (1797-1837), 1e luitenant schutterij, schilder en lithograaf

            - mr. Fredrick Alewijn (1775-1817), lid raad van Hoorn, lid provinciale staten van Holland
              -  jhr. mr. Pieter Opperdoes Alewijn (1800-1875), lid van de Tweede Kamer der Staten-Generaal

            -  Brechtje Agatha Alewijn (1777-1853); trouwde in 1794 met mr. Abraham Pieter van Notten (1773-1799); zij hertrouwde in 1801 met mr. Pieter Alexander baron van Boetzelaer (1759-1826), burgemeester van Amsterdam, lid van de Tweede Kamer der Staten-Generaal

    -  Abraham Alewijn (1607-1679), lakenkoper, hoofdingeland van de Beemster
      - mr. Marten Alewijn (1634-1684), hoofdingeland van de Beemster
        - mr. Zacharya Henrico Alewijn (1663-1734), luitenant burgerij
          -  mr. Jacob Alewijn (1714-1761), raad en schepen van Amsterdam; trouwde in 1740 met Margaretha Helena Graafland, vrouwe van Mijnden en de beide Loosdrechten
            - mr. Gilles Alewijn, heer van Mijnden en de beide Loosdrechten (1744-1789), schepen van Amsterdam, dijkgraaf van Bijlmermeer
              - Maria Alewijn (1772-1793); trouwde in 1792 met jhr. mr. Joan Huydecoper, heer van Oud- en Nieuw-Maarsseveen en Neerdijk (1769-1836), buitengewoon lid van de Staten-Generaal der Verenigde Nederlanden, hoogheemraad Zeeburg en Diemerdijk
              - Margaretha Helena Alewijn (1776-1802); trouwde in 1798 met Jacob Unico Wilhelm van Wassenaer Obdam (1769-1812), grietman
              -  mr. Jan Alewijn, heer van Mijnden en de beide Loosdrechten (1778-1810)
                -  Martinus Fredrik Alewijn (1802-1880), 1e luitenant artillerie, hoogheemraad Zeeburg en Diemerdijk
                  - Frederic Marie Balthasar ridder Alewijn (1831-1903), luitenant-generaal artillerie, adjudant van de koningin
                  -  jhr. mr. Jean Frédéric Alewijn (1833-1900), directeur kabinet des Konings

            -  mr. Jacob Alewijn (1756-1789), commissaris van Amsterdam
              -  Cornelis Alewijn (1788-1839), kapitein-ingenieur
                -  Cornelia Henrietta Alewijn (1820-1881); trouwde in 1841 met jhr. Johan Ortt, heer van Schonauwen (1810-1898), waterbouwkundig ingenieur

        -  mr. Abraham Alewijn (1664-1721), jurist en toneelschrijver, dichter en liedtekstschrijver

      -  Clara Alewijn (1635-1674); trouwde in 1655 met Daniel Bernard, heer van Kattenbroek (1626-1714), koopman en reder op Moskovië

## Afbeeldingen

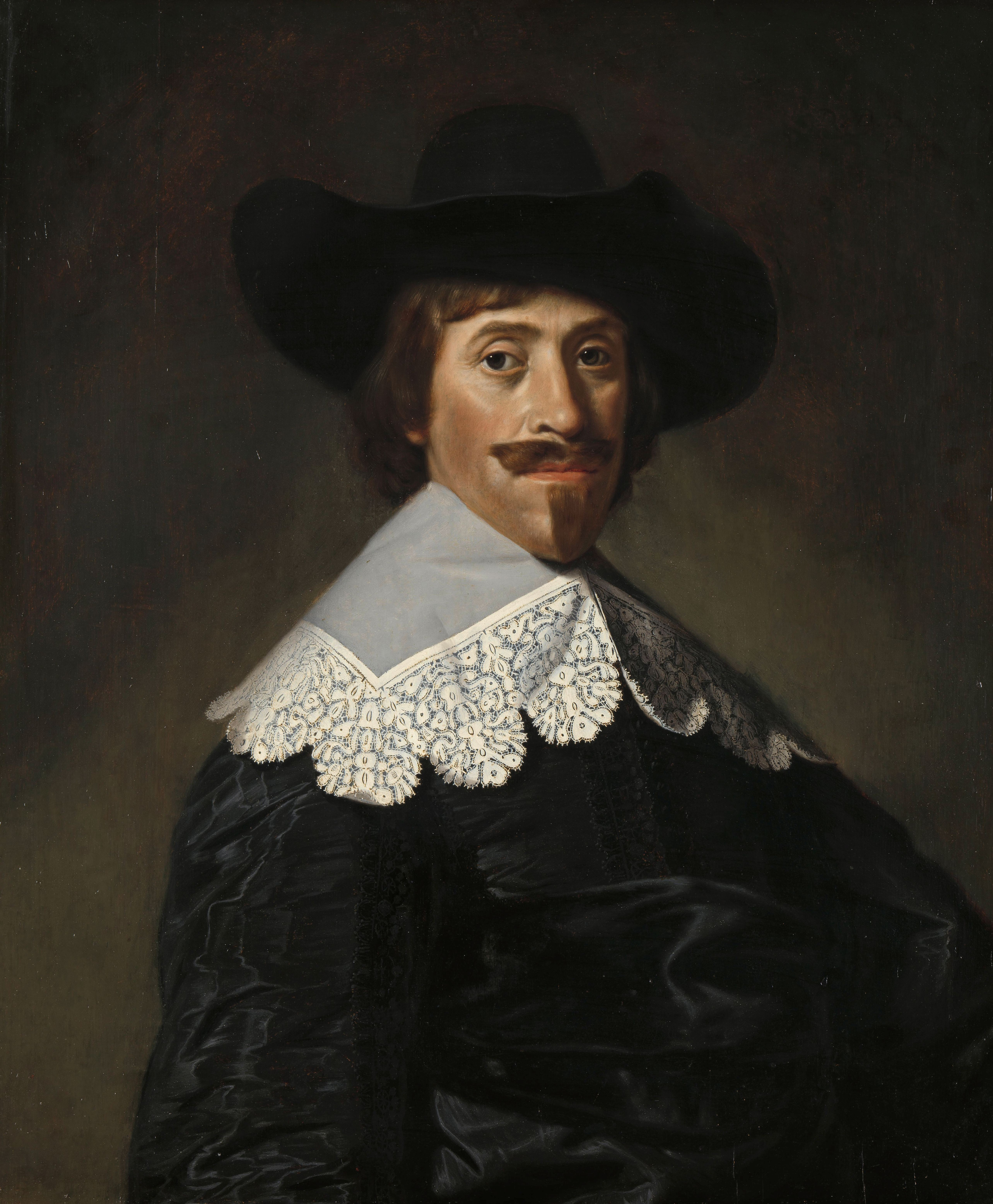
Mr. Frederick Alewijn (1603–1665)
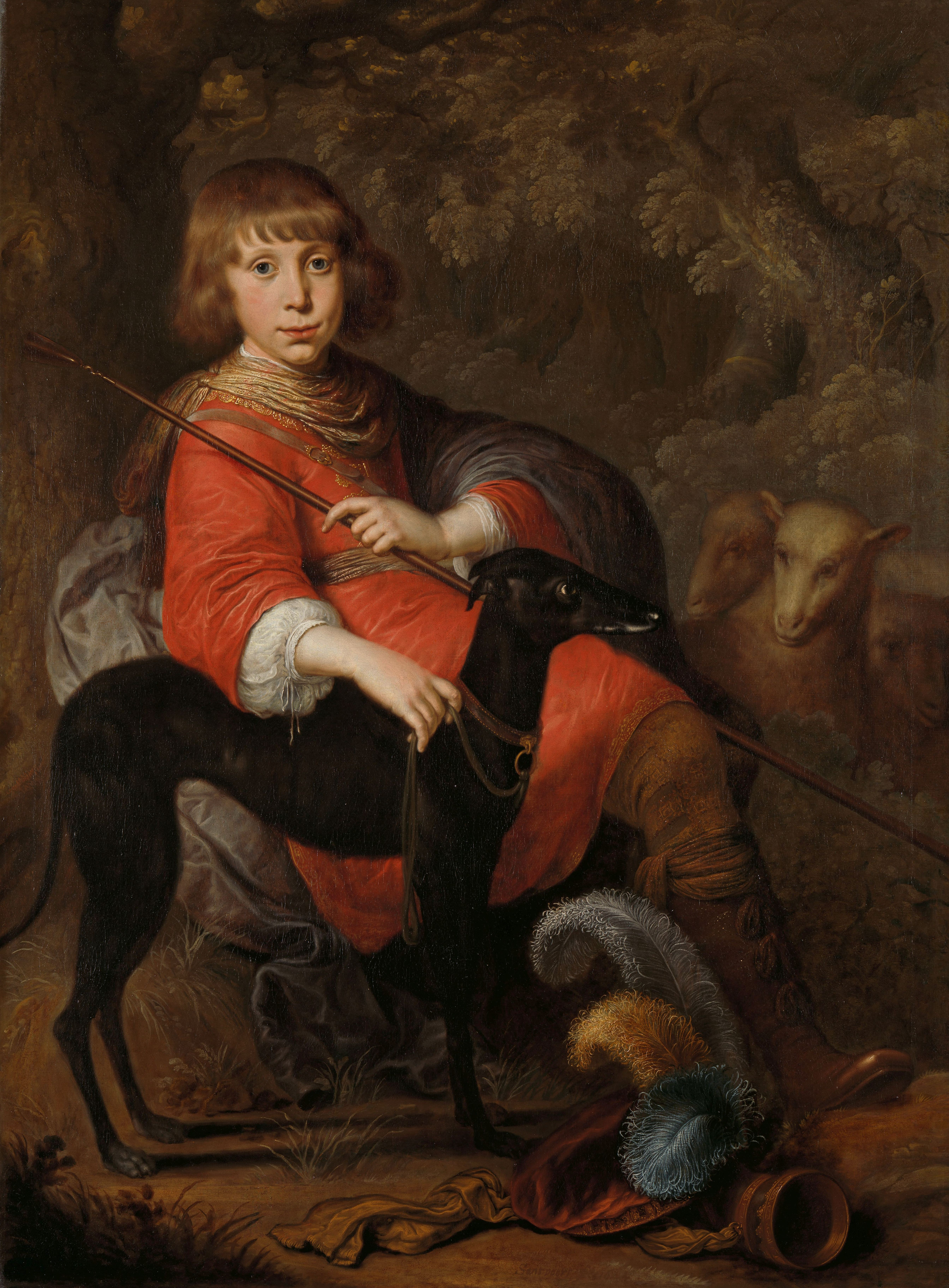
Mr. Marten Alewijn (1634–1684)
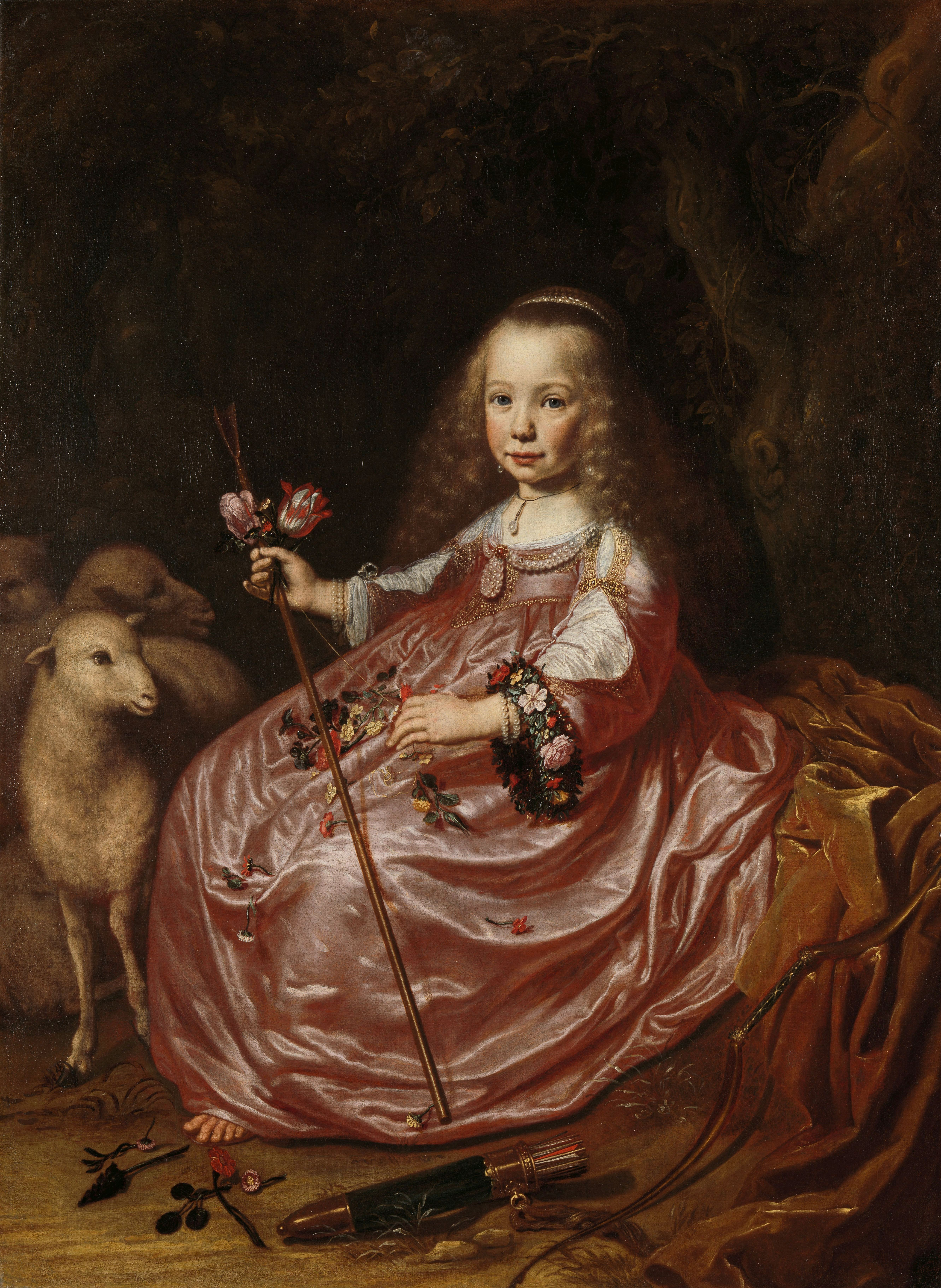
Clara Alewijn (1635–1674)
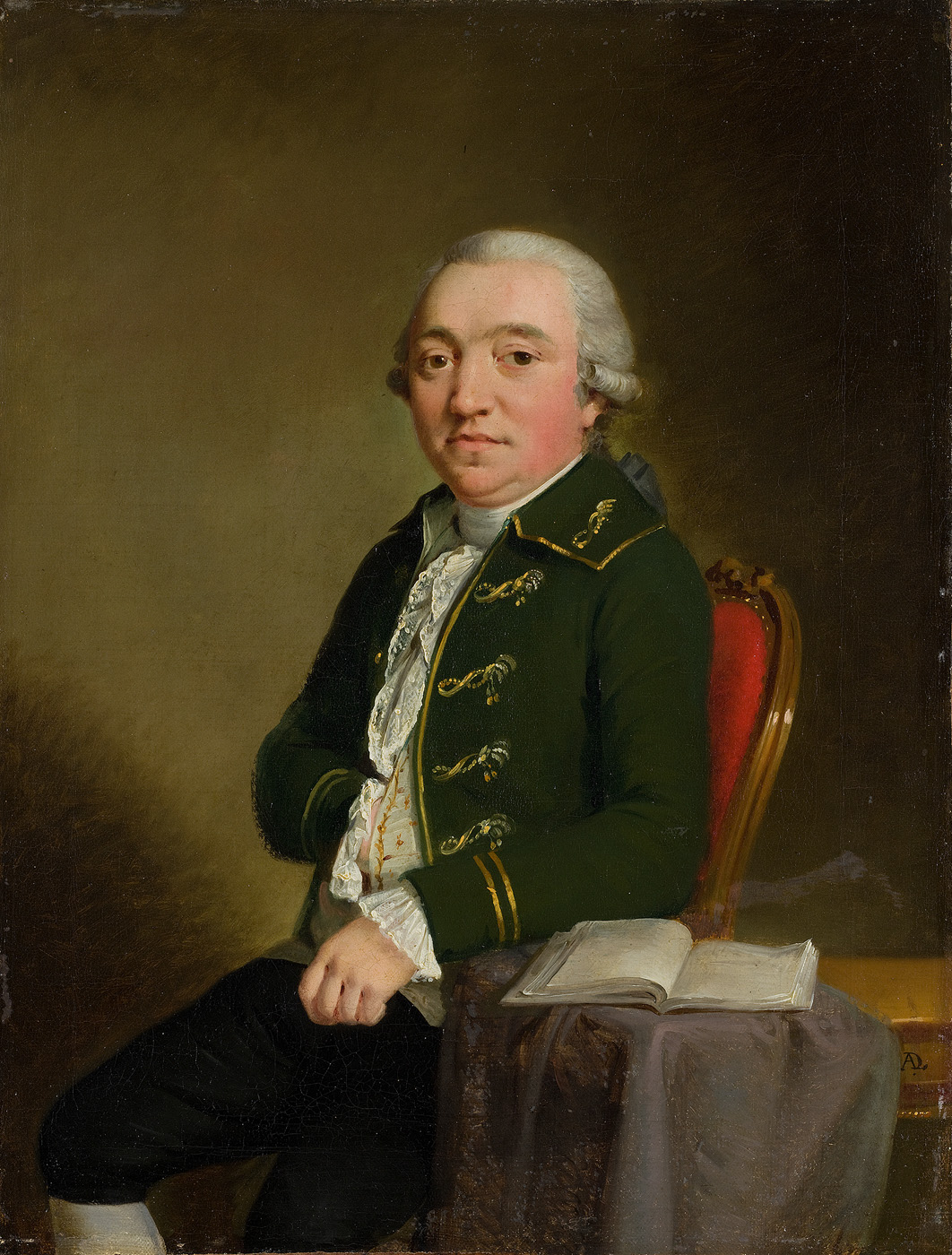
Mr. Jacob Alewijn (1756–1789)
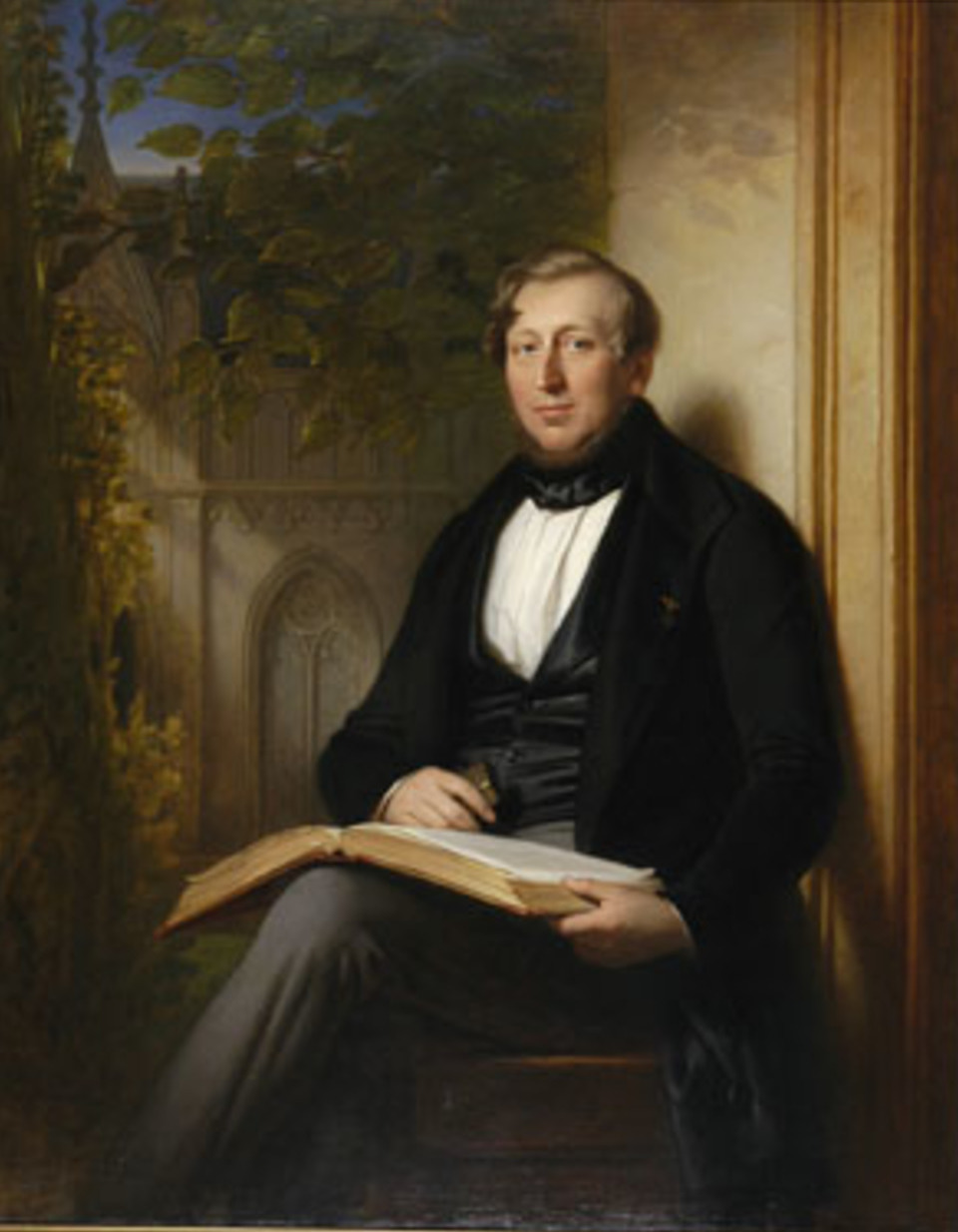
Jhr. mr. Pieter Opperdoes Alewijn (1800–1875)
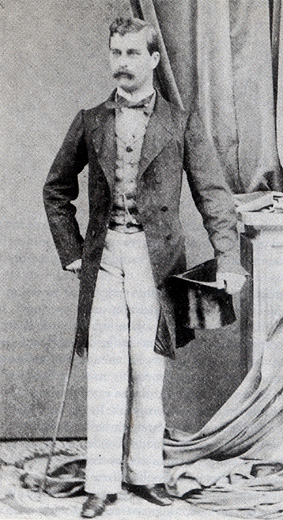
Jhr. mr. Jean Frédéric Alewijn (1833–1900)